# Mehadica
Mehadica (in ungherese Mehadika) è un comune della Romania di 774 abitanti, ubicato nel distretto di Caraș-Severin, nella regione storica del Banato.